# M-50 (Spanje)

De M-50

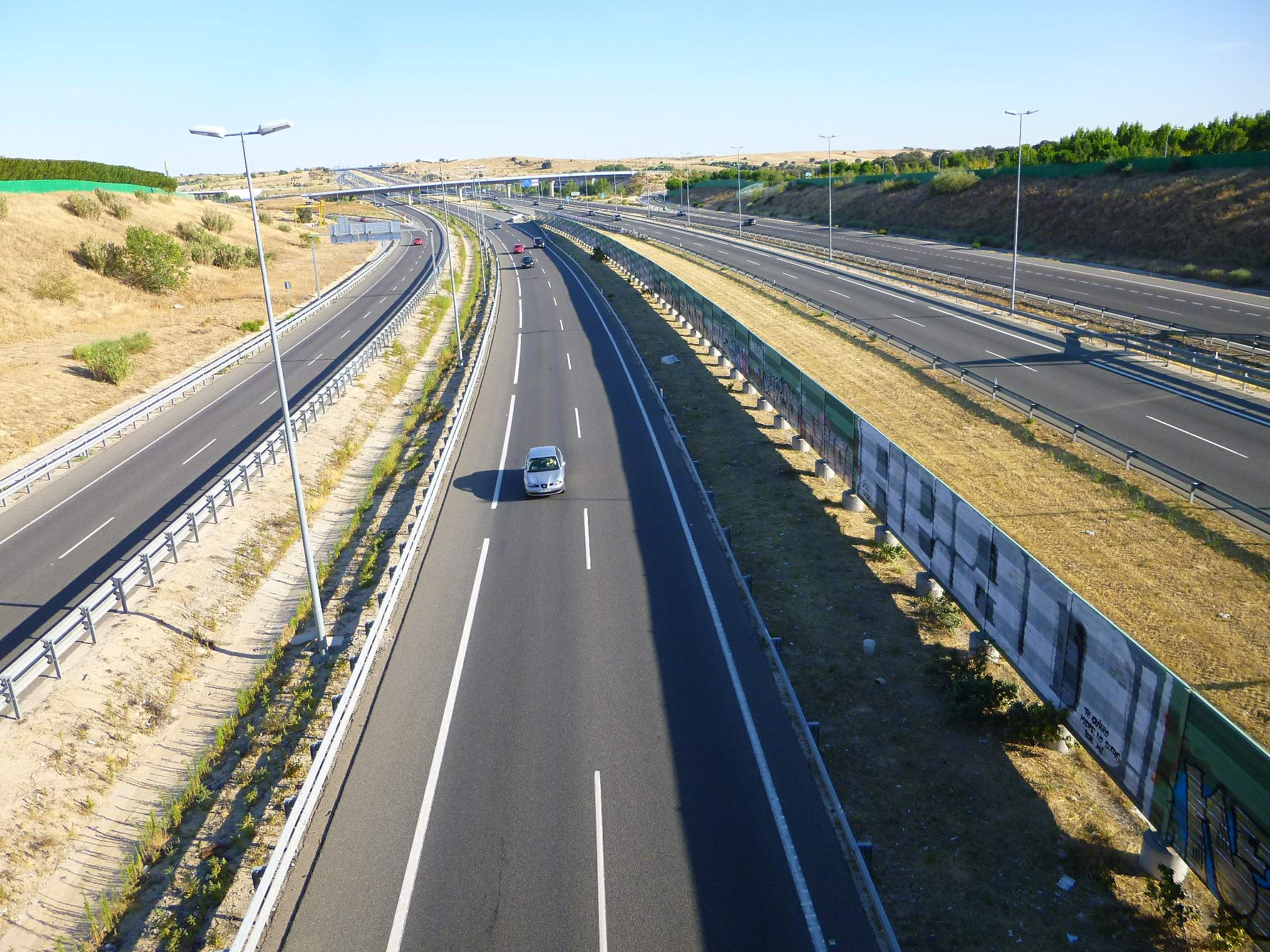
De M-50

De M-50

De M-50 is een autopista in Madrid met een lengte van 85 kilometer. De snelweg vormt (net als de M-30, M-45 en M-40) een gedeeltelijke ringweg rond Madrid en verbindt onder andere de A-1, A-2, A-3, A-4, A-5, A-6, R-3, A-42, R-5 en R-4.